# Denholm (Quebec)
Denholm es un municipio canadiense situado en la provincia de Quebec.

## Superficie
Denholm tiene una superficie de 177,33 km².

## Demografía
En 2021, tenía 546 habitantes, una densidad poblacional de 3,1 hab./km², y 561 viviendas.